# Carl Gustaf Mosander

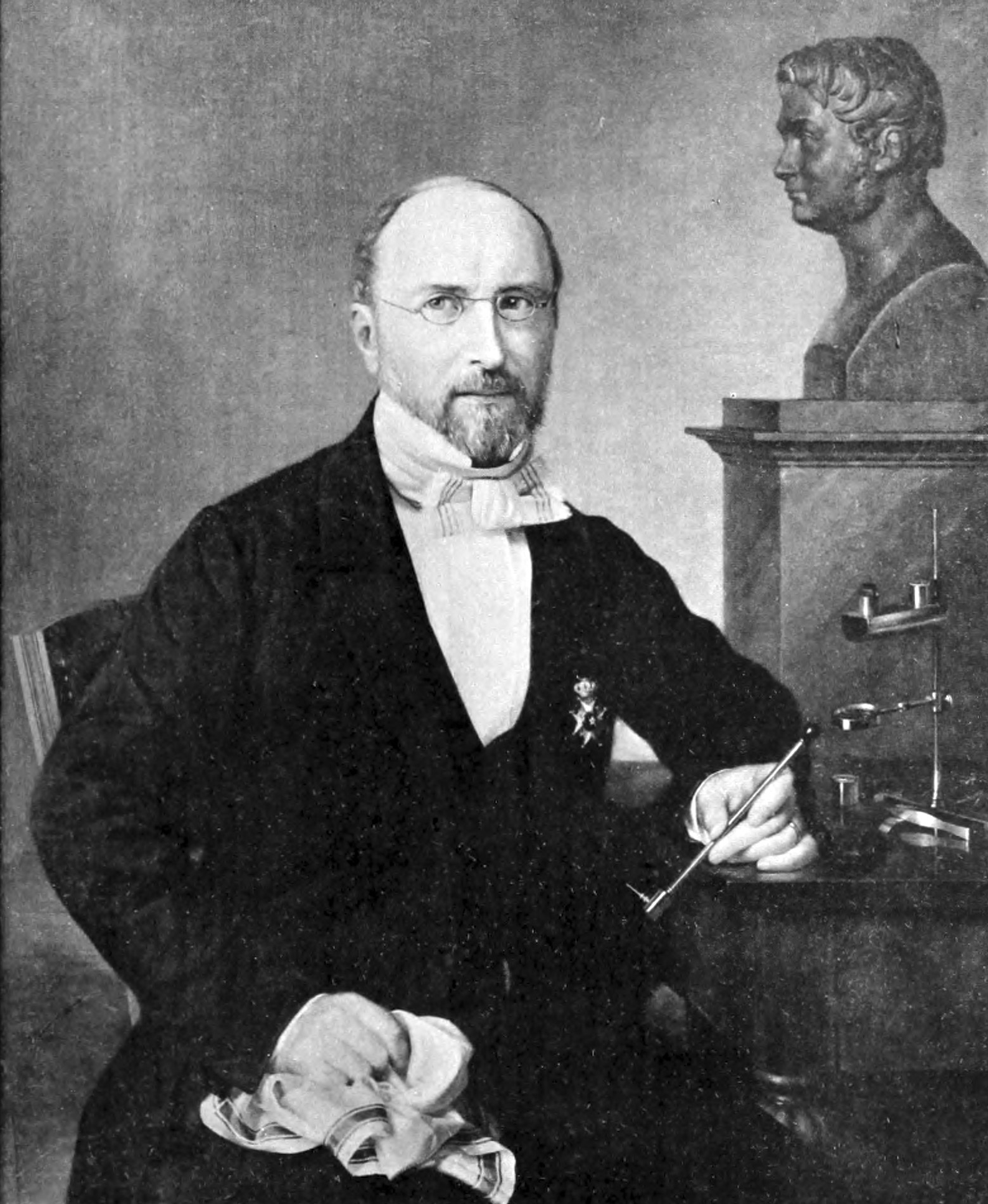
Carl Gustaf Mosander

Carl Gustaf Mosander (Kalmar, 10 september 1797 – Ängsholm, 15 oktober 1858) was een Zweeds chemicus. Hij ontdekte de elementen lanthanium, erbium en terbium.
Mosander groeide op in het Zweedse Kalmar en vertrok op z'n 12e met z'n moeder naar Stockholm. Daar werd hij leerling in een apotheek en deed in 1817 examen in farmacie en drie jaar later begon hij aan een chirurgie-opleiding aan het Karolinska Instituut, waar Jöns Jacob Berzelius zijn leraar was. In 1824 slaagde hij daarvoor en kreeg hij een baan in hetzelfde instituut. Daarnaast hield hij zich als assistent bezig in een museum op de mineralogische afdeling. In 1836 werd Mosander benoemd tot professor in de chemie en farmacie aan het Karolinska Instituut.